# Черкаські сотні
Черкаські сотні — військово-адміністративні одиниці Черкаського полку за Гетьманщини (Військо Запорозьке Городове). Сотенно-полковий центр Черкаси, сотнями охоплювались і навколишні села.
У жовтні 1649 року було 13 Черкаських сотен: полкова Якова Воронченка, Феська Шубця, Петра Синадановича, Андрія Драгія, Степана Мошенця, Марка, Лазаря Петровича, Мартина Саварського, Феська Вовченка, Степана Кулаковського, Олександра Островського, Микити Трохимовича, Сави Гаркушенка.
Загальна кількість козаків у Черкасах була тоді 2200 осіб.
Кількість сотень на час ліквідації полку у 1676 році скоротилася до двох.